# 播磨広域連携協議会
播磨広域連携協議会（はりまこういきれんけいきょうぎかい）は、兵庫県の地方自治体からなる、観光施策における連携や広域防災などの行政課題について取り組むことを目的に発足した組織。2012年5月29日に兵庫県の東・中・西播磨各県民局管内の明石市を除く15市町で発足し、同年8月には北播磨県民局管内の6市町が加わり、構成市町は21市町となった。2014年4月22日の総会で、明石市の加盟が承認され、旧播磨国のほぼ全域が加盟したことになる。
構成市町の人口は約185万人で兵庫県の人口（約555万人）の約33％、面積は約3594km²で兵庫県の面積（約8396km²）の約43％を占める。

## 活動内容

### 広域防災
協議会発足時に播磨広域防災連携協定を締結。非常時だけでなく平常時においても相互協力体制を敷いている。また2013年5月31日には災害時の情報収集などで日本郵便と提携協力を行った。2013年9月1日「防災の日」に、兵庫県や姫路市と連携し、山崎断層帯地震を想定した合同防災訓練を実施した。

### 広域観光

#### 「はりま酒文化ツーリズム」の推進
播磨地域の酒蔵や観光資源を巡るバスツアーを、官民連携して定期的に開催。2012年9月15日第1回目のツアー開催を皮切りに、以降ほぼ毎月1回実施している。また、2013年度には観光庁の支援事業「官民協働した魅力ある観光地の再建・強化事業」を活用し、JTB西日本と連携し大都市圏からの滞在型ツアーの造成に取り組んでおり、「はりま酒文化ツーリズムfacebook」を通じて、日本酒に関する情報発信に努めている。

#### 「播磨国風土記編纂1300年」のPR
2013年は播磨国風土記編纂1300年であることから、協議会ホームページやfacebookを通じて播磨国風土記の情報を発信している。また、2014年2月17日には兵庫県と連携して、絵本「播磨国風土記ものがたり」と、冊子「播磨国風土記～ふるさと播磨の誇り～」を製作。

#### 「黒田官兵衛」のPR
2014年NHK大河ドラマ「軍師官兵衛」の黒田官兵衛にちなみ、ゆかりの地である播磨を播磨広域連携協議会facebookなどを通じてPRしている。姫路酒造組合と協力し、黒田官兵衛のかぶとを再現した「乾杯 官兵衛盃」も製作している。

## 構成市町

### 兵庫県中播磨県民センター管内
- 姫路市（会長）
- 市川町
- 福崎町
- 神河町
- 太子町

### 兵庫県西播磨県民局管内
- 相生市（副会長）
- 赤穂市
- 宍粟市
- たつの市
- 上郡町
- 佐用町

### 兵庫県東播磨県民局管内
- 加古川市（副会長）
- 明石市
- 高砂市
- 稲美町
- 播磨町

### 兵庫県北播磨県民局管内
- 西脇市
- 三木市
- 小野市（副会長）
- 加西市
- 加東市
- 多可町

## 役員
- 会長：姫路市
- 副会長：相生市、加古川市、小野市[13]

## その他
- 平成26年7月14日に、タイ王国文化省と「観光振興や文化遺産の継承などで相互協力をする覚書」を締結した[14]。